# Copa del Món de ciclisme en pista de 2014-2015
La Copa del Món de ciclisme en pista de 2014-2015 és la 23a edició de la Copa del Món de ciclisme en pista. Se celebra del 7 de novembre de 2014 al 18 de gener de 2015 amb la disputa de tres proves.

## Proves
| Data              | Lloc        |
| ----------------- | ----------- |
| 7-9 novembre 2014 | Guadalajara |
| 5-7 desembre 2014 | Londres     |
| 16-18 gener 2015  | Cali        |

## Resultats

### Masculins
| Event                 | Guanyador                                                                      | Segon                                                                             | Tercer                                                                                       |
| Guadalajara           | Guadalajara                                                                    | Guadalajara                                                                       | Guadalajara                                                                                  |
| --------------------- | ------------------------------------------------------------------------------ | --------------------------------------------------------------------------------- | -------------------------------------------------------------------------------------------- |
| Velocitat             | Matthew Glaetzer (AUS)                                                         | Jason Kenny (GBR)                                                                 | Fabián Puerta (COL)                                                                          |
| Persecució per equips | Austràlia · Daniel Fitter · Alexander Porter · Samuel Welsford · Miles Scotson | Regne Unit · Jonathan Dibben · Steven Burke · Andrew Tennant · Mark Christian     | Alemanya · Henning Bommel · Theo Reinhardt · Leon Rohde · Kersten Thiele                     |
| Velocitat per equips  | Regne Unit · Philip Hindes · Jason Kenny · Callum Skinner                      | Alemanya · Rene Enders · Robert Förstemann · Joachim Eilers                       | Nova Zelanda · Ethan Mitchell · Sam Webster · Edward Dawkins                                 |
| Keirin                | Joachim Eilers (GER)                                                           | Matthew Glaetzer (AUS)                                                            | Fabián Puerta (COL)                                                                          |
| Òmnium                | Lucas Liss (GER)                                                               | Glenn O'Shea (AUS)                                                                | Bobby Lea (EUA)                                                                              |
| Londres               |                                                                                |                                                                                   |                                                                                              |
| Velocitat             | Jeffrey Hoogland (NED)                                                         | Fabián Puerta (COL)                                                               | Hersony Canelon (VEN)                                                                        |
| Persecució per equips | Regne Unit · Mark Christian · Steven Burke · Andrew Tennant · Owain Doull      | Nova Zelanda · Pieter Bulling · Westley Gough · Cameron Karwowski · Myron Simpson | Dinamarca · Lasse Norman Hansen · Casper Folsach · Rasmus Christian Quaade · Casper Pedersen |
| Velocitat per equips  | Alemanya · Rene Enders · Robert Förstemann · Joachim Eilers                    | Team Jayco-Ais · Nathan Hart · Shane Perkins · Matthew Glaetzer                   | Nova Zelanda · Edward Dawkins · Ethan Mitchell · Sam Webster                                 |
| Keirin                | Stefan Bötticher (GER)                                                         | Fabián Puerta (COL)                                                               | Christos Volikakis (GRE)                                                                     |
| Puntuació             | Eloy Teruel (ESP)                                                              | Kenny De Ketele (BEL)                                                             | Eduardo Sepúlveda (ARG)                                                                      |
| Madison               | Regne Unit · Mark Christian · Owain Doull                                      | Nova Zelanda · Pieter Bulling · Westley Gough                                     | Alemanya · Henning Bommel · Theo Reinhardt                                                   |
| Òmnium                | Fernando Gaviria (COL)                                                         | Scott Law (AUS)                                                                   | Bobby Lea (EUA)                                                                              |
| Cali                  |                                                                                |                                                                                   |                                                                                              |
| Velocitat             | Denís Dmítriev (RUS)                                                           | Jeffrey Hoogland (NED)                                                            | Fabián Puerta (COL)                                                                          |
| Persecució per equips | Austràlia · Scott Law · Joshua Harrison · Jackson Law · Tirian McManus         | Rusvelo · Artur Ierxov · Alexander Evtushenko · Alexey Kurbatov · Alexandr Serov  | Regne Unit · Germain Burton · Matthew Gibson · Christopher Latham · Mark Stewart             |
| Velocitat per equips  | França · Grégory Baugé · Kévin Sireau · Quentin Lafargue                       | Països Baixos · Jeffrey Hoogland · Hugo Haak · Matthijs Büchli                    | Polònia · Grzegorz Drejgier · Damian Zielinski · Krzysztof Maksel                            |
| Keirin                | Fabián Puerta (COL)                                                            | Shane Perkins (AUS)                                                               | Matthew Baranoski (EUA)                                                                      |
| Òmnium                | Maximilian Beyer (GER)                                                         | Jasper De Buyst (BEL)                                                             | Gaël Suter (SUI)                                                                             |

### Femenins
| Event                 | Guanyadora                                                                     | Segona                                                                       | Tercera                                                                      |
| Guadalajara           | Guadalajara                                                                    | Guadalajara                                                                  | Guadalajara                                                                  |
| --------------------- | ------------------------------------------------------------------------------ | ---------------------------------------------------------------------------- | ---------------------------------------------------------------------------- |
| Velocitat             | Anastassia Vóinova (RUS)                                                       | Guo Shuang (CHN)                                                             | Lisandra Guerra (CUB)                                                        |
| Persecució per equips | Regne Unit · Laura Trott · Elinor Barker · Ciara Horne · Amy Roberts           | Canadà · Allison Beveridge · Kirsti Lay · Jasmin Glaesser · Stephanie Roorda | Xina · Huang Dong Yan · Jing Yali · Jiang Wenwen · Zhao Baofang              |
| Velocitat per equips  | Austràlia · Kaarle McCulloch · Stephanie Morton                                | Alemanya · Gudrun Stock · Miriam Welte                                       | Rússia · Dària Xmeliova · Anastassia Vóinova                                 |
| Keirin                | Guo Shuang (CHN)                                                               | Zhong Tianshi (CHN)                                                          | Anna Meares (AUS)                                                            |
| Òmnium                | Jolien D'Hoore (BEL)                                                           | Marlies Mejías (CUB)                                                         | Małgorzata Wojtyra (POL)                                                     |
| Londres               |                                                                                |                                                                              |                                                                              |
| Velocitat             | Kristina Vogel (GER)                                                           | Anastassia Vóinova (RUS)                                                     | Elis Ligtlee (NED)                                                           |
| Persecució per equips | Regne Unit · Katie Archibald · Elinor Barker · Laura Trott · Ciara Horne       | Austràlia · Isabella King · Amy Cure · Ashlee Ankudinoff · Melissa Hoskins   | Canadà · Allison Beveridge · Kirsti Lay · Jasmin Glaesser · Stephanie Roorda |
| Velocitat per equips  | Xina · Zhong Tianshi · Gong Jinjie                                             | Alemanya · Miriam Welte · Kristina Vogel                                     | Rússia · Iekaterina Gnidenko · Anastassia Vóinova                            |
| Keirin                | Guo Shuang (CHN)                                                               | Kristina Vogel (GER)                                                         | Lee Hyejin (KOR)                                                             |
| Scratch               | Milena Salcedo (COL)                                                           | Lauren Stephens (EUA)                                                        | Katarzyna Pawłowska (POL)                                                    |
| Puntuació             | Amy Cure (AUS)                                                                 | Jasmin Glaesser (CAN)                                                        | Elinor Barker (GBR)                                                          |
| Òmnium                | Laura Trott (GBR)                                                              | Jolien D'Hoore (BEL)                                                         | Kirsten Wild (NED)                                                           |
| Cali                  |                                                                                |                                                                              |                                                                              |
| Velocitat             | Elis Ligtlee (NED)                                                             | Guo Shuang (CHN)                                                             | Lee Wai-sze (HKG)                                                            |
| Persecució per equips | Austràlia · Macey Stewart · Elissa Wundersitz · Alexandra Manly · Lauren Perry | Xina · Huang Dong Yan · Jin Di · Liang Hongyu · Zhao Baofang                 | Estats Units · Carmen Small · Lauren Tamayo · Jennifer Valente · Ruth Winder |
| Velocitat per equips  | Rússia · Dària Xmeliova · Iekaterina Gnidenko                                  | Països Baixos · Elis Ligtlee · Shanne Braspennincx                           | Espanya · Tania Calvo · Helena Casas                                         |
| Keirin                | Lin Junhong (CHN)                                                              | Shanne Braspennincx (NED)                                                    | Melissa Erickson (EUA)                                                       |
| Òmnium                | Kirsten Wild (NED)                                                             | Leire Olaberría (ESP)                                                        | Anna Knauer (GER)                                                            |

## Classificacions

### Països
| Rang | País/Equip      | Guadalajara | Londres | Cali   | Total  |
| ---- | --------------- | ----------- | ------- | ------ | ------ |
| 1    | Alemanya        | 1363.5      | 1609.0  | 1065.0 | 4037.5 |
| 2    | Regne Unit      | 1380.0      | 1424.0  | 900.0  | 3704.0 |
| 3    | Austràlia       | 1450.5      | 797.0   | 1151.0 | 3398.5 |
| 4    | Països Baixos   | 895.5       | 1001.0  | 1289.5 | 3186.0 |
| 5    | Nova Zelanda    | 1068.0      | 1130.0  | 825.0  | 3023.0 |
| 6    | Rússia          | 1003.0      | 1070.5  | 943.0  | 3016.5 |
| 7    | R.P. de la Xina | 698.5       | 1042.0  | 821.5  | 2562.0 |
| 8    | França          | 639.0       | 761.5   | 973.0  | 2373.5 |
| 9    | Colòmbia        | 791.0       | 696.0   | 877.0  | 2364.0 |
| 10   | Espanya         | 682.0       | 515.5   | 825.0  | 2022.5 |

### Masculins
| Pos. | Ciclista           | Gua | Lon | Cal | Pts |
| 1.   | Fabián Puerta      | 120 | 135 | 150 | 405 |
| 2.   | Christos Volikakis | 1   | 120 | 113 | 234 |
| 3.   | Matthew Baranoski  | 49  | 60  | 120 | 229 |
| 4.   | Kazunari Watanabe  | 30  | 105 | 82  | 217 |
| 5.   | Jason Kenny        | 113 | 98  |     | 211 |

| Pos. | Ciclista         | Gua | Lon | Cal | Pts |
| 1.   | Fabián Puerta    | 120 | 135 | 120 | 375 |
| 2.   | Jeffrey Hoogland |     | 150 | 135 | 285 |
| 3.   | Hersony Canelón  | 66  | 120 | 74  | 260 |
| 4.   | Matthew Glaetzer | 150 | 74  |     | 224 |
| 5.   | Denís Dmítriev   |     | 54  | 150 | 204 |

| Pos. | Equip         | Gua   | Lon   | Cal   | Pts   |
| 1.   | França        | 147,0 | 169,6 | 225,0 | 541,5 |
| 2.   | Països Baixos | 169,5 | 147,0 | 202,5 | 519,0 |
| 3.   | Regne Unit    | 225,0 | 135,0 | 147,0 | 507,0 |
| 4.   | Alemanya      | 202,5 | 225,0 | 54,0  | 481,5 |
| 5.   | Nova Zelanda  | 180,0 | 180,0 | 111,0 | 471,0 |

| Pos. | Equip        | Gua | Lon | Cal | Pts |
| 1.   | Regne Unit   | 270 | 300 | 240 | 810 |
| 2.   | Austràlia    | 300 | 180 | 300 | 780 |
| 3.   | Dinamarca    | 196 | 240 | 226 | 662 |
| 4.   | Alemanya     | 226 | 164 | 210 | 600 |
| 5.   | Nova Zelanda | 210 | 270 | 98  | 578 |

#### Òmnium
| Pos. | Ciclista         | Gua | Lon | Cal | Pts |
| 1.   | Casper Pedersen  | 105 | 74  | 90  | 269 |
| 2.   | Jasper De Buyst  | 24  | 82  | 135 | 241 |
| 3.   | Bobby Lea        | 120 | 120 |     | 240 |
| 4.   | Tim Veldt        |     | 113 | 113 | 226 |
| 5.   | Maximilian Beyer |     | 74  | 150 | 224 |

### Femenins
| Pos. | Ciclista        | Gua | Lon | Cal | Pts |
| 1.   | Guo Shuang      | 150 | 150 | 150 | 450 |
| 2.   | Lee Wai-sze     | 49  | 113 | 90  | 252 |
| 3.   | Zhong Tianshi   | 135 | 98  |     | 233 |
| 4.   | Junhong Lin     | 30  | 54  | 135 | 219 |
| 5.   | Jessica Varnish | 49  | 105 | 49  | 203 |

| Pos. | Ciclista           | Gua | Lon | Cal | Pts |
| 1.   | Elis Ligtlee       | 113 | 120 | 150 | 383 |
| 2.   | Guo Shuang         | 135 | 105 | 135 | 375 |
| 3.   | Lee Wai-sze        | 90  | 90  | 120 | 300 |
| 4.   | Anastassia Vóinova | 150 | 135 |     | 285 |
| 5.   | Lisandra Guerra    | 120 | 33  | 82  | 235 |

| Pos. | Equip         | Gua | Lon | Cal | Pts |
| 1.   | Rússia        | 120 | 120 | 150 | 390 |
| 2.   | Països Baixos | 113 | 90  | 135 | 338 |
| 3.   | Espanya       | 105 | 82  | 120 | 307 |
| 4.   | Alemanya      | 135 | 135 | 36  | 306 |
| 5.   | França        | 98  | 98  | 98  | 294 |

| Pos. | Equip           | Gua | Lon | Cal | Pts |
| 1.   | Austràlia       | 210 | 270 | 300 | 780 |
| 2.   | R.P. de la Xina | 240 | 226 | 270 | 736 |
| 3.   | Regne Unit      | 300 | 300 |     | 600 |
| 4.   | Nova Zelanda    | 226 | 210 | 164 | 600 |
| 5.   | Canadà          | 270 | 240 | 84  | 594 |

#### Òmnium
| Pos. | Ciclista          | Gua | Lon | Cal | Pts |
| 1.   | Kirsten Wild      | 105 | 120 | 150 | 375 |
| 2.   | Marlies Mejías    | 135 | 105 | 113 | 353 |
| 3.   | Jolien D'Hoore    | 150 | 135 |     | 285 |
| 4.   | Amalie Dideriksen | 113 | 82  | 90  | 285 |
| 5.   | Anna Knauer       | 90  | 66  | 120 | 276 |